# 1967-es Formula–1 mexikói nagydíj
Az 1967-es Formula–1 világbajnokság tizenegyedik futama, egyben szezonzáró mexikói nagydíj volt.

## Futam
Az utolsó, mexikói versenyen dőlt el az egyéni vb cím sorsa. Rodríguez visszatért a Cooperhez, míg Rindt elhagyta a csapatot. Clark indult az első helyről, Amon és Gurney előtt. A rajtnál Gurney hátulról nekiütközött Clark autójának. A Lotusnak egyetlen kipufogója maradt, míg az Eagle-nek a hűtője sérült meg, Gurney néhány kör után emiatt feladta a versenyt.
Clark Amon után csapattársát, Hillt is megelőzte, ezután pedig dominálta a versenyt annak ellenére, hogy nem működött a kuplungja. Hill féltengelyhibával a 18. körben esett ki, míg Amon autójának gyújtáskihagyása volt az utolsó körökben. A Ferrari mellett Brabham, Hulme és Surtees is elment. A versenyt Clark nyerte brabham, Hulme, Surtees, Spence és Rodríguez előtt.
Az egyéni világbajnokságot Hulme nyerte 51 pontjával, csapattársával szemben, aki 46 egységet szerzett. A két Brabham-Repco mögött Clark, Surtees és Amon végzett. A konstruktőri bajnokságban a Brabham-Repco győzött immár a második alkalommal a Lotus-Ford és a Cooper-Maserati előtt.
| Helyezés | #  | Versenyző            | Csapat/Motor    | Futott körök | Idő/Kiesés oka      | Rajthely | Pontszám |
| -------- | -- | -------------------- | --------------- | ------------ | ------------------- | -------- | -------- |
| 1        | 5  | Jim Clark            | Lotus-Ford      | 65           | 1:59:28,70          | 1        | 9        |
| 2        | 1  | Jack Brabham         | Brabham-Repco   | 65           | +1:25,36            | 5        | 6        |
| 3        | 2  | Denny Hulme          | Brabham-Repco   | 64           | +1 kör              | 6        | 4        |
| 4        | 3  | John Surtees         | Honda           | 64           | +1 kör              | 7        | 3        |
| 5        | 8  | Mike Spence          | BRM             | 63           | +2 kör              | 11       | 2        |
| 6        | 21 | Pedro Rodríguez      | Cooper-Maserati | 63           | +2 kör              | 13       | 1        |
| 7        | 22 | Jean-Pierre Beltoise | Matra-Ford      | 63           | +2 kör              | 14       |          |
| 8        | 12 | Jonathan Williams    | Ferrari         | 63           | +2 kör              | 16       |          |
| 9        | 9  | Chris Amon           | Ferrari         | 62           | Kifogyott üzemanyag | 2        |          |
| 10       | 16 | Jo Bonnier           | Cooper-Maserati | 61           | +4 kör              | 17       |          |
| 11       | 19 | Guy Ligier           | Brabham-Repco   | 41           | +4 Kör              | 19       |          |
| 12       | 15 | Jo Siffert           | Cooper-Maserati | 59           | Kormánykerék        | 10       |          |
| Kiesett  | 14 | Bruce McLaren        | McLaren-BRM     | 45           | Olajnyomás          | 8        |          |
| Kiesett  | 17 | Chris Irwin          | BRM             | 33           | Olajszivárgás       | 15       |          |
| Kiesett  | 7  | Jackie Stewart       | BRM             | 24           | Motorhiba           | 12       |          |
| Kiesett  | 6  | Graham Hill          | Lotus-Ford      | 18           | Féltengely          | 4        |          |
| Kiesett  | 18 | Moises Solana        | Lotus-BRM       | 12           | Felfüggesztés       | 9        |          |
| Kiesett  | 11 | Dan Gurney           | Eagle-Climax    | 4            | Hűtő                | 3        |          |
| Kiesett  | 10 | Mike Fisher          | Lotus-BRM       | 0            | Üzemanyagrendszer   | 10       |          |

## A világbajnokság végeredménye
| H   | Versenyzők      | Pont    | H   | Konstruktőrök   | Pont    |
| --- | --------------- | ------- | --- | --------------- | ------- |
| 1.  | Denny Hulme     | 51      | 1.  | Brabham-Repco   | 63 (67) |
| 2.  | Jack Brabham    | 46 (48) | 2.  | Lotus-Ford      | 44      |
| 3.  | Jim Clark       | 41      | 3.  | Cooper-Maserati | 28      |
| 4.  | John Surtees    | 20      | 4.  | Honda           | 20      |
| 5.  | Chris Amon      | 20      | 5.  | Ferrari         | 20      |
| 6.  | Pedro Rodríguez | 15      | 6.  | BRM             | 17      |
| 7.  | Graham Hill     | 15      | 7.  | Eagle-Weslake   | 13      |
| 8.  | Dan Gurney      | 13      | 8.  | Lotus-BRM       | 6       |
| 9.  | Jackie Stewart  | 10      | 9.  | Cooper-Climax   | 6       |
| 10. | Mike Spence     | 9       | 10. | McLaren-BRM     | 3       |

(A teljes lista)

## Statisztikák
Vezető helyen:
- Graham Hill: 2 (1-2)
- Jim Clark: 63 (3-65)

Jim Clark 24. győzelme, 32. (R) pole-pozíciója, 28. (R) leggyorsabb köre, 11. (R) mesterhármasa (pp, lk, gy)
- Lotus 29. győzelme.

Guy Ligier utolsó versenye.